# Кульба, Владимир Васильевич
Владимир Васильевич Ку́льба (17 апреля 1937 года — 25 июля 2024 года) — советский и российский учёный-физик, академик РАЕН (1994), заведующий лабораторией Института проблем управления РАН, профессор кафедры управления РГГУ, лауреат премии имени Б. Н. Петрова.

## Биография
Является создателем новых информационных технологий в сложных системах управления и исследовании проблем их оптимизации.
Разработчик основ теории и принципов построения оптимальных модульных систем обработки данных, локальных и распределительных баз данных.
Занимался исследованиями в части изучения процессов управления в условиях чрезвычайных ситуаций, вопросами информационной безопасности и разработкой методов проектирования информационных систем быстрого развёртывания. Являлся руководителем со стороны России совместной российско-китайской лаборатории по управлению в условиях чрезвычайных ситуаций.
Автор около 350 научных трудов, в том числе 40 монографий.

## Организационная и педагогическая деятельность
С 1971 года вёл педагогическую деятельность, в последние годы — профессор РГГУ.
Под его руководством защищены более сорока докторских и кандидатских диссертаций.
Был членом редколлегии журнала «Автоматика и телемеханика», Председателем технического комитета по стандартизации «Метрологическое обеспечение банковских операций», Председателем секции «Приборы и системы управления для отраслей АПК» ВНТО Приборостроителей имени академика С. И. Вавилова, членом двух Специализированных советов.

## Награды
- Заслуженный деятель науки Российской Федерации (2008);
- Премия имени Б. Н. Петрова (2007, совместно с Е. А. Микриным, Б. В. Павловым) — за цикл работ «Модели и методы проектирования информационно-управляющих систем космических аппаратов».

## Из библиографии
На портале ИПУ РАН отмечено, что В.В. Кульба является автором 47 изданных книг, 34 брошюр и более 200 статей, в том числе:

### Книги
- Архипова Н.И., Кульба В.В. Управление в чрезвычайных ситуациях. М.: РГГУ, 2008. – 474 с.
- Кульба В.В., Ковалевский С.С., Уткин В.А., Краснова С.А., Косяченко С.А., Шелков А.Б., Кононов Д.А., Чернов И.В., Гладков Ю.М., Шелков М.А., Павлов А.Б. Управление и контроль реализации социально-экономических целевых программ. М.: Книжный дом «ЛИБРОКОМ», 2009. – 400 с.
- Микрин Е.А., Кульба В.В., Косяченко С.А., Павлов Б.В., Кононов Д.А., Ковалевский С.С., Шелков А.Б., Чернов И.В., Сомов С.К., Гладков М.Ю. Информационное обеспечение систем организационного управления (теоретические основы). В 3-х частях. 
  - Часть 1. Методологические основы организационного управления. В 3-х частях. Часть 1. М.: Физматлит, 2011. – 464 с.
  - Часть 2. Методы анализа и проектирования информационных систем. D 3-х книгах. Часть 2. М.: Физматлит, 2011. – 496 с.
  - Часть 3. М.: Издательство Физматлит, 2012. – 528 с.
- Шульц В.Л., Кульба В.В., Шелков А.Б., Чернов И.В. Управление региональной безопасностью на основе сценарного подхода. М.: ИПУ РАН, 2014. – 163 с.
- Шульц В.Л., Кульба В.В., Шелков А.Б., Чернов И.В. Сценарный анализ в управлении геополитическим информационным противоборством. М.: Наука, 2015. – 542 с.
- Микрин Е.А., Кульба В.В., Косяченко С.А., Чернов И.В., Шелков А.Б. Модели, методы и результаты сценарного анализа и прогнозирования в космической отрасли. М.: ИПУ РАН, 2016. – 148 с.
- Шульц В.Л., Кульба В.В., Шелков А.Б., Чернов И.В. Информационное управление в условиях глобализации. М.: ИПУ РАН, 2017. – 130 с.